# Jean-Pierre Door
Pour les articles homonymes, voir Door.
 (septembre 2023).
Jean-Pierre Door, né le 1er avril 1942 à Sully-sur-Loire (Loiret), est un cardiologue et homme politique français.

## Biographie

### Jeunesse, activité de cardiologue et débuts en politique
Jean-Pierre Door naît le 1er avril 1942 à Sully-sur-Loire, d'un père médecin généraliste, qui déménage en région parisienne après la Première Guerre mondiale.
Jean-Pierre Door effectue la majorité de sa carrière en tant que cardiologue à  Montargis, de 1971 à 2002.
Parallèlement à sa carrière professionnelle, il est élu conseiller municipal de Montargis en 1983, mandat qu'il conserve sans discontinuer depuis. Candidat aux élections cantonales de 1992 dans le canton de Châlette-sur-Loing, il tente de succéder au sortant Jean Louis (communiste) mais est battu par ce dernier au second tour avec 42,09 % des voix.
Après avoir été réélu conseiller municipal de Montargis en 1989 et en 1995 dans l'opposition, Jean-Pierre Door est finalement élu maire de Montargis en 2001, faisant basculer la ville du PCF à la droite. Avant les municipales, il avait déjà exprimé le souhait d'être candidat aux élections législatives de 2002. Il est alors convenu qu'il serait le candidat du RPR à cette élection à la condition qu'il remporte la mairie de Montargis.

### Carrière de député
C'est chose faite en 2001 et il est donc candidat aux élections législatives de 2002 dans la 4e circonscription du Loiret, dite « de Montargis-Gien ». Il est élu au second tour avec 63 % des voix face à la candidate socialiste Liliane Berthelier. Il fait partie du groupe Les Républicains, et siège au sein de la commission des Affaires sociales.
Il est réélu pour un deuxième mandat en 2007, dès le premier tour, avec 51,1 % des voix.
Il est membre de l'Office parlementaire d'évaluation des choix scientifiques et technologiques.
Il copréside avec Gérard Bapt et Alain Vasselle le club Hippocrate, un cercle de réflexion parlementaire sur les questions de santé. Géré par la société Agora Europe, ce club est financé par les sociétés Générale de Santé, Malakoff Médéric et GSK[réf. nécessaire]. Jean-Pierre Door est le rapporteur de la mission d'information parlementaire sur le Mediator et la pharmacovigilance créée à l'Assemblée Nationale fin 2010.
Il est à nouveau réélu député en 2012, avec 58 % des voix au second tour, et continue à siéger en tant que vice-président de la commission des Affaires sociales, malgré le changement de majorité.
Le 12 décembre 2014, Nicolas Sarkozy, élu président de l'UMP, le nomme secrétaire national de l'UMP à la protection sociale.
En 2016, il est élu président de la fédération des Républicains du Loiret par les militants loirétains. Il succède ainsi à Éric Doligé, sénateur et ancien président du conseil général du Loiret.
Il soutient Nicolas Sarkozy pour la primaire présidentielle des Républicains de 2016.
En 2017, il est réélu député avec seulement 8 voix d'écart. Son adversaire du second tour, Mélusine Harlé (La République en marche), dépose un recours pour contester son élection,, à la suite duquel son élection est invalidée par le Conseil Constitutionnel, le 18 décembre 2017. Le 25 mars 2018, lors du second tour de l'élection législative partielle dans sa circonscription, où il se représente, il est nettement réélu, avec plus de 67 % des voix face à la même adversaire identique.
Il parraine Laurent Wauquiez pour le congrès des Républicains de 2017, scrutin lors duquel est élu le président du parti.

## Mandats et fonctions
- du 16 mars 1998 au 9 juillet 2002 : membre du conseil régional du Centre (démissionne pour se conformer à la limitation des mandats)
- du 25 mars 2001 au 23 avril 2018: maire de Montargis Loiret (démission le 16 avril 2018).
- avril-décembre 2001 : président du district de l'agglomération montargoise (DAM), structure intercommunale existant depuis 1959, qui fait place à l'AME ci-dessous.
- depuis décembre 2001 : président de l'agglomération Montargoise et Rives du Loing (AME) (mandat en cours)
- 16 juin 2002 : élu député du Loiret
- 10 juin 2007 : réélu député du Loiret (au premier tour)
- 17 juin 2012 : réélu député du Loiret
- 18 juin 2017 : réélu député du Loiret - Élection annulée par le Conseil constitutionnel le 18 décembre 2017
- 25 mars 2018 : réélu député du Loiret (élection partielle à la suite d'une annulation)

## Décorations
- Officier de la Légion d'honneur le 11 juillet 2025[8].
- Chevalier de la Légion d'honneur